# 朱铁志
朱铁志（1960年—2016年6月25日），吉林通化人，中国杂文家，《求是》杂志副总主编。

## 生平
1960年生于吉林通化。
1982年毕业于北京大学哲学系，毕业后进入《红旗》杂志工作，后任《求是》杂志副总主编；
1983年开始发表作品，1998年加入中国作家协会。
2016年6月25日，自缢身亡。

## 主要作品及荣誉
曾获第二届鲁迅文学奖。